# Alfred Nossig

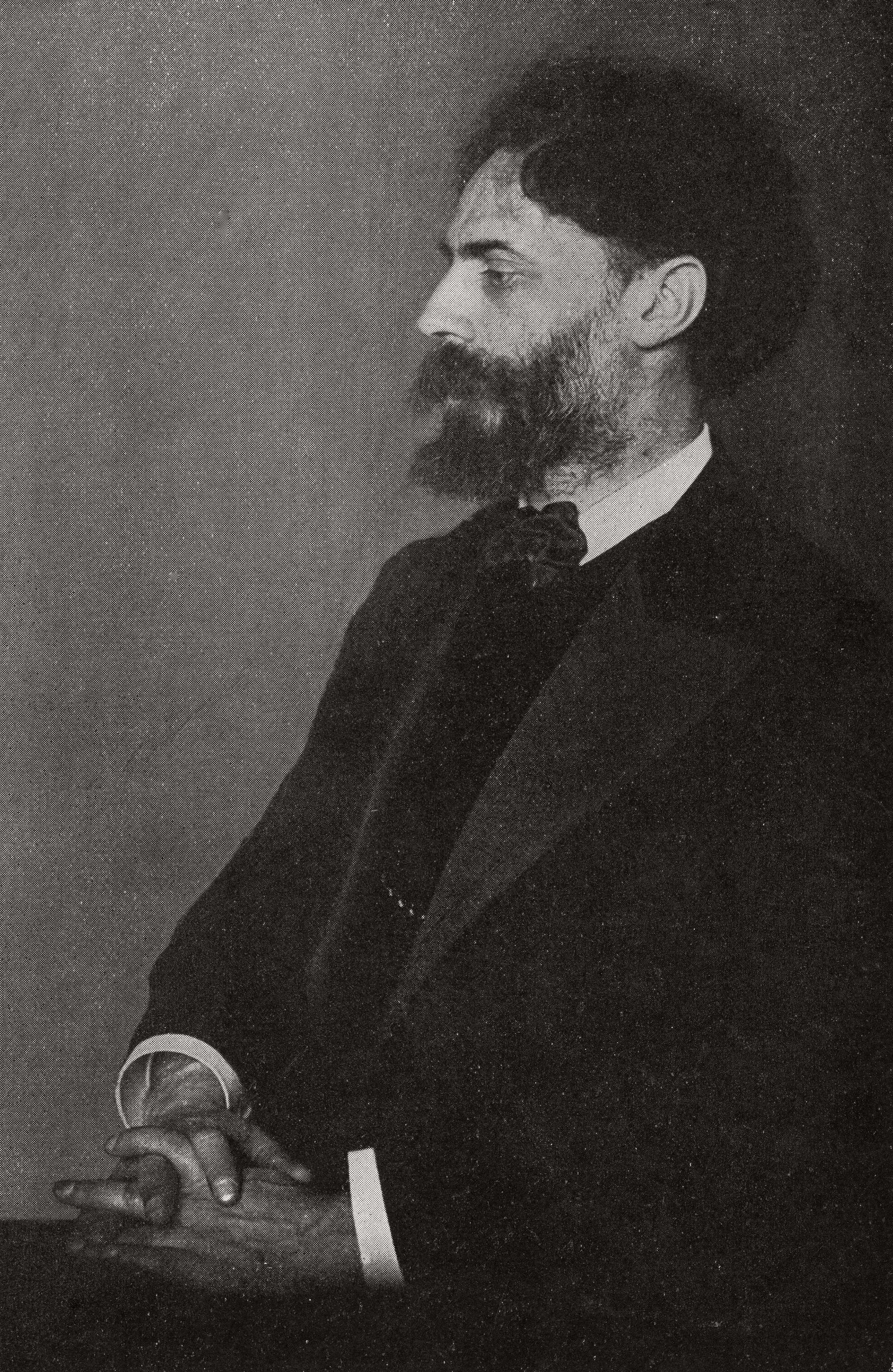
Alfred Nossig

Alfred Nossig (geboren 18. April 1864 in Lemberg, Kaisertum Österreich; gestorben 22. Februar 1943 in Warschau) war ein polnischer Schriftsteller, Publizist, Künstler und Statistiker. Er betätigte sich auch als Porträtbildhauer, schrieb eine Monographie über Paderewski und das auf der Novelle Chata za wsia von Józef Ignacy Kraszewski basierende Libretto für Paderewskis Oper Manru von 1901.

## Leben
In seiner Jugend war Alfred Nossig, der aus einer jüdischen Familie kam, Anhänger der polnischen Assimilation, Mitherausgeber polnischsprachiger Blätter, dann erfolgte die Hinwendung zum Zionismus.
Er organisierte eine ab 10. Januar 1894 stattfindende mehrtägige Konferenz der Vertreter von Vereinen für Palästinakolonisation in Paris (Teilnehmer u. a. Willy Bambus, Ruben Brainin, Oppenheimer, Elim d’Avigdor, Albert Goldsmid, Joseph Prag, Adam Rosenberg, Zadoc Kahn, M. Halévy, Sergei Voronoff, Narcisse Leven; Nathan Birnbaum wurde nicht eingeladen, obwohl auf der Konferenz auch über die finanzielle Unterstützung der „Jüdischen Volkszeitung“ – Birnbaum arbeitete an ihr maßgeblich mit und war nominell Chefredakteur –, des Nachfolgeblattes der eingegangenen „Selbst-Emancipation“, beschlossen werden sollte).
Nossig war Teilnehmer des 1. Zionistenkongresses (Basel 1897), bald aber Gegner Herzls. 1902 gründete er den „Verein für Statistik der Juden“ in Berlin. Nossig war auch Mitherausgeber der Zeitschrift „Palästina“ (1902–1938). 1908 erfolgte die Gründung der „Allgemeinen Jüdischen Kolonisationsorganisation“ in Berlin (zur „Förderung jüdischer landwirtschaftlicher Kolonisation in Palästina, Syrien und der Sinai-Halbinsel“; rege Tätigkeit bis Ende des Ersten Weltkriegs). 1928 Gründung der jüdischen Abteilung des „Friedensbundes der Religionen“. Nossig verließ 1933 Berlin und ging zurück nach Polen.
Nossig wurde 1939 nach der deutschen Eroberung Polens im Warschauer Ghetto inhaftiert und wurde Mitglied des Warschauer Judenrats.
Er wurde 1943 von der jüdischen Abwehrorganisation der Kollaboration mit den Deutschen für schuldig befunden, zum Tode verurteilt und am 22. Februar des Jahres erschossen.

## Schriften (Auswahl)
- Proba rozwiazania kwestji zydowskiej („Versuch zur Lösung der jüdischen Frage“), 1887 (die erste zionistische Schrift in Polen)
- Materialien zur Statistik des jüdischen Stammes, 1887
- Sozialhygiene der Juden, 1894
- Revision des Sozialismus, 1900
- Die moderne Agrarfrage, 1902
- Politik des Weltfriedens, 1902
- Jüdische Statistik, 1903
- Das jüdische Kolonisationsprogramm, 1904
- Die Entwicklung des Zionismus, 1905
- Jüdische Realpolitik, 1907
- Jüdische Landpolitik, 1907
- Integrales Judentum, 1921 (PDF, auf Wikipedia Commons)
- Bolschewismus und Juden, 1921
- Zionismus und Judenheit, 1928

## Dramen (Auswahl)
- Tragödie des Gedankens (polnisch, 1885)
- Der König von Zion, 1887
- Göttliche Liebe, 1899
- Abarbanell, 1907

## Plastiken (Auswahl)
- Der ewige Jude
- Der Makkabäer
- Nordau
- König Salomo